# Batalion Sztabowy Grupy KOP gen. Orlik-Rückemanna
Batalion Sztabowy Grupy KOP gen. Orlik-Rückemanna – pododdział piechoty Korpusu Ochrony Pogranicza improwizowany w trakcie kampanii wrześniowej 1939 r.
Batalion zorganizowany został 20 września 1939 roku w miejscowości Moroczno (powiat piński) z funkcjonariuszy Policji Państwowej, Straży Leśnej i nie uzbrojonych żołnierzy. Zadaniem pododdziału było ubezpieczanie taborów Grupy KOP gen. Orlik-Rückemanna oraz zabezpieczanie zaopatrzenia w rejonach zajmowanych przez oddziały grupy. Dowódcą batalionu wyznaczony został mjr żandarmerii Szymon Mayblum, dotychczasowy zastępca dowódcy dywizjonu żandarmerii KOP.
W dniu 24 września 1939 roku w miejscowości Krymno, w powiecie kowelskim, w skład jednostki wchodziły dwie kompanie policyjne i jedna kompania zbiorcza. W tej ostatniej służbę pełniło 2 oficerów i 80 elewów Szkoły Mechaników Lotnictwa, przybyłych z Sarn, a wcześniej ewakuowanych z Bydgoszczy.
30 września 1939 roku rano, w rejonie miejscowości Kosyń, oficerowie i elewi Szkoły Mechaników Lotnictwa opuścili Grupę KOP.